# Oria musculosa
Oria musculosa là một loài bướm đêm trong họ Noctuidae.

## Hình ảnh

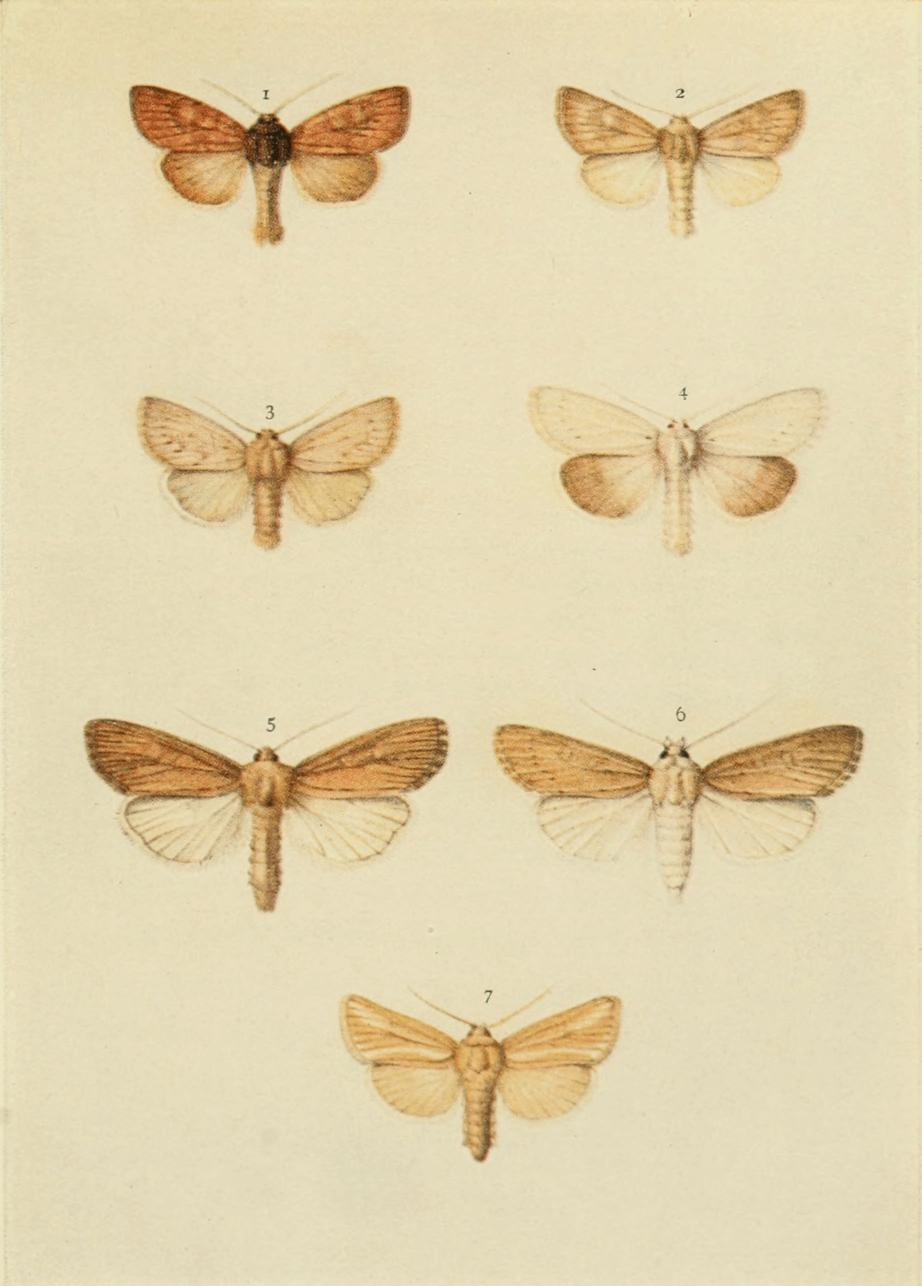